# ふわり結愛
ふわり 結愛（ふわり ゆあ、1997年4月4日 - ）は、日本のAV女優。元グラビアアイドル。プライムエージェンシー所属。

## 略歴・人物
東京都出身。
趣味・特技は環七でバイクを見ること、乗ること。車、麻雀。
初体験は高校の時で相手はその時の彼だが、経験はその彼1人で回数も15回ほど。
有名になりたくて小さいころから劇団や養成所を渡り歩き、一時は大手プロダクショに所属したこともあったが夢は叶わなず、新たな道として2016年9月にBAGUSの専属グラビアアイドルとしてデビュー。デビュー後も芽は出ず生活にも困窮する状態になり、バイトを探していたところSODでプロデューサーをしている従姉妹から誘われ、悩んだ末に『月刊SOD』の編集アルバイトとして働くことになった。
バイトを始めてからSODの監督から「AVに出ない?」と頻繁に口説かれ、断り続けていたが撮影現場やイベントなどで女優を見ているうちに自分でもやってみようかなと気持ちが変わり、2017年9月にSODクリエイトのレーベル「キミホレ」から専属デビュー。AVデビュー後もバイトを続けていた。
2018年1月18日、SODクリエイトの公式ブログでSOD専属を離れることを発表。以後は企画単体女優として活動。

## 出演作品

### イメージDVD
- ハックツ美少女 Revolution（2016年9月22日、BAGUS）
- ギリグラ!! 秘宝館（2016年12月1日、BAGUS）
- ギリグラ!! 秘宝館 2（2017年3月2日、BAGUS）

### アダルトDVD
- AV DEBUT（9月7日、SODクリエイト）
- イキすぎちゃってビクンッビクンッ! ウブっ子初イキっ! 未成熟な体が快感に震える全力連続絶頂せっくす!（10月5日、SODクリエイト）
- 僕にだけデレてくるツンデレな妹とラブラブ近親相姦SEX（11月2日、SODクリエイト）
- 恥ずかしいおもらしと止まらない潮吹き（12月7日、SODクリエイト）

- 無垢な姪っ子は変態叔父さんのいいなり性玩具（1月11日、SODクリエイト）
- すぐにパンツを濡らしちゃう超敏感娘のイキ我慢SEX（2月8日、SODクリエイト）
- 女王様調教志願 ドMレズビアンカップル ひなみれん 本真ゆり ふわり結愛（7月7日、ビビアン）
- 担任の先生が家庭訪問に来ました。私の自慰行為を盗撮され、そこから私への脅迫の日々が始まりました…。真帆（7月12日、First Star）
- ディープス20周年記念スペシャル作品! 顔出し!働く美女限定 ザ・マジックミラー 街頭調査! 職場の同僚と日本一エロ〜い車の中で2人っきり♡ 理性と性欲どちらが勝つのか!? 同じオフィスで働く男女に突然のSEX交渉!! 人生初の真正中出し! 8 in池袋 2枚組8本番!（8月7日、DEEP'S）
- 卒業式直後の名門校美少女メモリアル制服コレクション 最後の制服姿でとびきり恥ずかしい大人のHゲームしてみませんか? 3分前まで女子●生の純白パンティ堪能しまくって思春期ワレメにぬぷぬぷ抜き差し! 禁断の本中出しまでしちゃいました!（8月24日、赤面女子）※オムニバス作品
- 無垢なブルマ女学生と中出しSEX（9月14日、BAZOOKA）※オムニバス作品
- 嬲り撮り3Pセックス 「なんでもしますから、オナニーしてたこと、お母さんに言わないでください…」（9月25日、オーロラプロジェクト・アネックス）
- 5分前までピュアでした。 淫らな自分を解放していく純真美少女（10月7日、S-Cute）※オムニバス作品
- 素人ヘアヌード大図鑑 〜10代美少女編（10月26日、S級素人）※オムニバス作品
- 素人男女観察! モニタリングAV カップルの絆を徹底検証!! 超ラブラブなカップル限定! 彼氏がその場にいない状況で彼女に彼氏以外の男性のセンズリを見てください!とお願いしたら…。 実は彼氏はマジックミラー越しの隣の部屋でセンズリ鑑賞している彼女をモニタリング! まさか彼氏がそばにいるとは知らない彼女はこそっり発情しまくり! そして彼氏以外の男とまさかの生ハメ中出し!?（10月19日、お夜食カンパニー）※オムニバス作品
- ガチナンパ! 夏休み! 浮かれた女子大生 福岡・金沢・奈良・静岡・岡山から上京!オマ○コを限界ピストンでイかせまくれ! 合計15射精!（11月15日、ピーターズ）※オムニバス作品
- 全員パンスト&パンティ履いたままお漏らし 6人のお濡らし美女（11月20日、レイディックス）※オムニバス作品
- 「お父さん!娘のパンツ見て勃起させたらお仕置きだよ!」 同居した妻の連れ娘のミニスカパンチラに反応しっぱなしの俺 妻にバレないようにチ○コ握りしめてくる小悪魔娘の誘惑に負け薄布一枚越にメリ込ましてやったら「パンティずらしてもイイ?」と甘えてきます。もうハメてやるしかありませんよ!（11月22日、SWITCH）※オムニバス作品
- 彼女が制服に着替えたら。 02（12月7日、プレステージ）※オムニバス作品
- 自画撮り 思わず吹いちゃった!!指マン潮吹き立ちオナニー（12月15日、プリモ）※オムニバス作品
- タンポンちゅーちゅーおしっこ（12月20日、レイディックス）※オムニバス作品

- 「一緒にお風呂入ろ!」久しぶりに会った従姉妹たちが小悪魔の誘い♡ 急成長したカラダをくっつけられてビンビンになった僕。洗いっこしてると硬くなったチ○コがぐっちょりワレメに入っちゃうよ!（1月10日、SWITCH）※オムニバス作品
- 連れ子に性的イタヅラを繰り返すコスプレ写真好き義父の性欲（1月24日、ヒビノ）
- 100万×中出し 女が欲しいのは愛かお金か中出しか!!? AV女優37人の新感覚中出しサバイバル!!（2月1日、本中）　※AV OPEN2018 企画部門2位
- 「待って!挿れるのはダメだって…!やだそんなに動かさないで!あっ挿っちゃう!」 生意気で大嫌いな妹とひょんなことから素股していたらヌルヌルしだしてズボッ!結局生挿入!生中出し! 口を開けばボクの悪口ばかりで兄妹喧嘩の毎日。そんなクソ生意気な妹のことがボクは本当に大嫌い!ある日、ボクは学校で童貞だとイジメられ落ち込んでいると、慰めるどころか例によって妹はボクを口撃しまくり!しかし、ボクが全く無反応で予想以上に落ち込んでいる姿を見た妹はボクに理由をしつこく聞いてきた。あまりにもしつこい為「童貞だろってイジメられたんだよ!」と打ち明けた。またバカにしてくると思ったら「最後までは無理だけどそれ以外ならさせてあげてもいいよ。それで元のお兄ちゃんに戻るんなら…」とまさかの提案!こいつ…こんな可愛かったっけ!?ボクはがむしゃらに妹の身体に貪りつくと、我慢がきかず挿れようと試みるが「最後までは無理。でも擦りつけるだけなら…」とボクの上にまたがって動いてるうちに…ヌルヌルズボッ!!しかもそのまま中出しまでしてしまい、今度こそマジで怒られる!と思いきや、妹はもっとしたいと精子まみれのボクのチ◯ポにむしゃぶりつき、あんなに仲が悪かったのが嘘のよう!何度も求め合いました!!（2月7日、Hunter）※オムニバス作品
- SEXに悩みを持つ妹は睡眠薬で僕を眠らせ…目を覚ますと妹がチ●ポに跨り騎乗位でイキまくってる途中!!しかも中出し済!?妹の有り余る性欲に理性が保てず連続中出しが止まらない!!（2月15日、DOC）※オムニバス作品
- どこでも即ハメ!!バイク乗りのふんわり美少女ゆあちゃん!!!サービスエリアでどきどきSEX!!!（4月1日、AV）※「ゆあ」名義
- 美少女の素顔丸出しプライベートSEX! イチャラブなハメ撮りエッチが気持ち良すぎて膣が締まりまくりイキまくり!!（6月13日、S-Cute）※オムニバス作品
- オイルエステ体験 仲良し母娘同時エビ反りイキ地獄! 〜無料のオイルエステ体験にやってきた仲良し母娘は、まさかの徹底クリトリス責めに困惑激発情!パーテーション1枚だけを隔てた母娘はお互いにバレないように声を殺して同時エビ反り絶頂!〜（7月7日、アパッチ）※オムニバス作品
- ガーリー系アパレルモデルの挑発パンチラ 僕はパンチラカメラマン! 2nd Season（7月25日、アロマ企画）※オムニバス作品
- 気弱な新人ピタパンOLに連日のセクハラ地獄 「すいません。」といつも謝ってばかりの気弱な新人OLのパンティラインがくっきり透けてるのを見て、セクハラしたくなった俺はパンツにピッタリと張り付いたプリップリのお尻を毎日毎日ネチネチ触りまくり、時には揉みしだき、どうせ断りきれないのを知っているのでそのままズボンを脱がしてぶっ挿し何度も中に出しました。（8月7日、アパッチ）※オムニバス作品
- 玉舐め69（8月13日、アロマ企画）※オムニバス作品
- 魔性のヤリマン女子○生との禁断の契約!! 親は知らない…真面目女子○生のホントの姿はエッチが大好きな小悪魔ヤリマンだった!? 家庭教師のボクが一見真面目そうな小悪魔ヤリマン女子○生と後戻りできない禁断の交換条件!その内容とは…家庭教師のバイトを始めたボクの生徒は女子○生!可愛くて真面目な様子に安心していたら…だんだんと本性を現し始めボクにべったりの小悪魔対応に!?そして遂には放棄!?授業を受けない彼女にボクが固まっていると、もし授業を受けさせたいのなら「私とエッチして」とまさかの交換条件!?ヤリマンの本性をむき出しに!!断ってもエロ過ぎる誘惑でまんまと勃起させられ、自ら足を抱え込みアソコを丸見えに!?我慢できず挿入してしまうと、気持ち良過ぎて何度も何度も発射してしまい女子○生の思う壺!!終わったあとはヘトヘト過ぎて勉強なんて教えられるワケがなく…。（8月19日、Hunter）
- ローアングルでベストアングル連発!! じっくり仰ぎ見るパンチラ 2 スリル満点!逆さ撮り編（9月13日、アロマ企画）※オムニバス作品
- スカートヒラヒラしまくり! 追いかけっこ挑発女子○生（9月13日、アロマ企画）※オムニバス作品
- 「えっ!これがブルマ?履いてみたい!ねえ、お兄ちゃん友達に見せたいから写真撮って!」 妹の突き出したブルマ尻に興奮しまくるボクはもう我慢の限界!気がついたら妹のブルマをずらしハメ!チ○ポをブッ刺しちゃいました! ボクの部屋に隠していたエログッズが妹に運悪く見つかってしまった!しかも大切にしていたブルマが見つかりピンチ!『変態!』とか言われるかと思っていたら、妹は「履いてみたい!」とまさかの反応!!ブルマを履いて、しかも『友達に写真見せたいから撮って!』とノリノリ!!妹が尻を突き出し見せつけてくるブルマ尻にもう我慢できない!勃起しまくりのチ○ポを妹のブルマ尻に押し付け、ついにはずらしハメ!何度も何度も突きまくって何度も何度もお尻に発射!!やべえと思ったら、妹は「もっとおま○こも突いて」と言ってきたので何度も何度も遠慮なく突きまくりました!（10月19日、Hunter）※オムニバス作品
- 膝上25cmの制服とパンティーとフェラチオと（11月13日、アロマ企画）※オムニバス作品
- バドミントン部に入ったら男はボク1人で合宿中まさかのハーレム混浴風呂に!! 勃起しまくっていたら欲求不満の女子部員からエロ過ぎる神対応が始まったて…!? バドミントン部に入部したら部員は女子だらけで男のボクはパシリ扱い!しかも合宿になるとさらにコキ使われてもうヘトヘト…。密かなご褒美として入浴中の女子部員の裸をのぞくもバレてしまって絶体絶命!のはずが…欲求不満の女子部員はボクのチ○ポを大歓迎!?混浴風呂でエロ過ぎる誘惑が始まってしまい、のぞきの口止めとしてエッチを要求してくる欲求不満女子部員!逆らう事ができず満足いくまで何度もイカせて、そして何度も中出しさせられてしまいました!! 八尋麻衣 あまね弥生 佐野あい 豊中アリス 岬あずさ ふわり結愛（11月19日、Hunter）
- 酔いつぶれた同僚を自宅お持ち帰り 無防備でエロい寝姿にガマン出来ずにイタズラしていたら彼女も酔ってエッチになっていたらしくガン突き中出しセックス!（12月12日、アイエナジー）※オムニバス作品
- 同級生とネットリ舌を絡める濃密べちょべちょキス!! エッチな女の子に急成長していた幼馴染は興奮して上に乗ってべろチュー大好きだっこセックスしてきた!（12月26日、アイエナジー）※オムニバス作品
- 隣近所なソソる娘さんの制服マッサージヌルヌルパンツ素股で俺の股間はフル勃起! 性感マッサージに行ったら出てきた制服女子がなんと隣近所の娘さん! お互いに気がつかないフリして気持ち良いマッサージをしてもらっていると「気がついているんでしょ、誰にも言わないでね。その代わりスペシャルマッサージしてあげるから」とパンツ素股で俺の股間を擦りまくり!ハアハア感じてヌルリと本番していしまいました!!（12月26日、SOSORU×GARCON）※オムニバス作品

- えっちな女子校生の淫語かたりかけぐちゅぐちゅ連続絶頂指オナニー（1月23日、アイエナジー）※オムニバス作品
- SOD女子社員 8名が業務中に全裸健康診断 膣の奥までチ○ポでチェックするAV会社ならではの赤面羞恥検診 8名全員のSEXを収録した4時間スペシャル!（3月12日、SODクリエイト）※「湯浅真紀」名義
- 制服女子○校生限定! 学校対抗中出し野球拳! 2 勝てば100万円!負ければいきなりデカチン即ハメ! 素人女子○校生のうぶオマ○コに同級生男子の目の前で何度イってもやめない追撃ピストンで抜かずの連続中出し！4人合計16発（4月7日、DEEP'S）※オムニバス作品
- ギガ25周年シリーズ05 美少女仮面オーロラ（4月10日、GIGA）
- 彼女の‘妹’に小悪魔誘惑されて…!? すぐそこに彼女がいるのに、止まらないささやき淫語 2（12月4日、DOC）※オムニバス作品

- お小遣いのために嫌々だけどオヤジに春を売る女子●生 山崎水愛（3月19日、S1 NO.1 STYLE）※脇役（友人役）で出演。

### アダルト動画配信
2018年
- TOKYO247（6月28日～）
- ピュアな美少女のハニカミSEX/Yua（6月29日、S-Cute）
- マジ軟派、初撮。 1121（7月21日、ナンパTV）
- 黒髪美少女に制服着せたらイジワル好きなSッ気小悪魔に変身!?「ガマン出来ないの?イジメたくなっちゃうなぁ♪」男の精気を搾り取る濃厚セックス!：制服彼女 No.08（8月15日、プレステージプレミアム）
- 黒髪美少女と制服エッチ/Yua（8月20日、S-Cute）
- ゆあさん（8月21日、俺の素人）
- ゆあ（9月12日、ハメ撮り大作戦）
- 黒髪美少女の清楚なおくちかに口内射精/Yua（9月12日、S-Cute）
- ゆあ 2（9月19日、ハメ撮り大作戦）
- ゆあちゃん 2（9月29日、俺の素人）
- 生まれたままの姿で指オナニー/Yua（10月2日、S-Cute）
- つばさ（11月12日、E★ナンパDX）
- 【18才音大生まゆちゃん♪】音大に通う黒髪美少女をナンパしたら即ホテルについてきたよw（11月23日、ビッチとオレたち）
- 【中出し2連発♡】18才まゆちゃんと公園デートからの生ハメ2連発！もち中出しでww（11月30日、ビッチとオレたち）
- 【初3P♡】エッチ終わりでまったり中に男2人で乱入して半ば強引にチ〇ポ挿入して中出ししちゃったw（12月7日、ビッチとオレたち）
- 【18才まゆちゃん】呼び出したらノコノコやってきたから半強制でチ〇ポ咥えさせてぶっかけたったw（12月15日、ビッチとオレたち）

2019年
- 締まり抜群の美少女とハメ撮り（3月2日、S-Cute）
- 夕暮れ時の自撮りオナニー/Yua（4月2日、S-Cute）
- ぷーち（4月10日、素人ホイホイsweet!）
- 憑依かくれんぼ 憑依してるのはだーれだ（5月9日、SODクリエイト）
- SOD女子社員 健康診断 宣伝部 湯浅真紀（5月23日、SODクリエイト）
- 全国裏風俗紀行 in 池袋　専門学校生がエッチなバイトでデカチン巨根相手に悪戦苦闘!最後は無許可中出しに激オコ!! ツンデレまきゆあちゃん編（5月28日、黒船）
- 【個撮/中出し ツンデレ系不思議キャラの制服J〇に無断種付けww】（11月22日、黒船）
- 【空手美少女×中出し×3連発】経験人数2人の黒帯美少女〜現る!まさに女子大生〜!しかも〜2019年最高の〜マン筋キツマン!からの〜汗かきお漏らし〜びしゃびしゃぁ!男優〜4発も〜出しちゃった!SEXも黒帯だった〜!!【スポえろジャーニー5人目さきさん】（12月14日、Jackson）

2020年
- いつき（5月28日、シロウトHouse）

### VR
- メガネ美少女結愛が教えてアゲル…キスから激しい腰振り中出し こんな美少女が恥ずかしげもなく「クチマ●コで気持ちよくなってみる?」と卑猥な言葉で誘い、一気に呑みこむフェラに堪らず暴発「生マ●コ感じてね」メガネを外す本気の腰振り（6月9日、ブイワンVR）
- ふわり結愛の我慢に耐えた本気120パーセントSEX「…それだけで興奮しちゃう…もう我慢できないよ…」（9月29日、ブイワンVR）
- 射精禁止（手コキ6回フェラ2回SEX中5回）13回 焦らしまくり寸止めSPECIAL ユルフワ美少女の小悪魔的責め「もっと興奮して…まだダメだよ!もう何回我慢したんだろうねw」もうキ●タマ爆発寸前（10月27日、ブイワンVR）

- 淫音特化で完全没入必至!! ASMR VR（7月18日、KMPVR）※オムニバス作品
- 口内愛液VR（8月6日、KMPVR）※オムニバス作品
- まんぐりの時間（8月25日、KMPVR）※オムニバス作品

## 書籍・出版物

### デジタル写真集
- TOKYO-247 Girls Collection vol.029 ふわり結愛（2019年2月22日、Big Fields Publishing）
- ハックツ美少女 Revolution ふわり結愛（2020年12月10日、BAGUS）

### 雑誌
- 週刊実話 2017年9月21日号（日本ジャーナル出版） - グラビア「現役グラドル衝撃AVデビュー!!」
- 月刊SOD 2017年10月号（ソフト・オン・デマンド） - インタビュー
- 月刊DMM 2017年11月号（ジーオーティー） - インタビュー
- 月刊SOD 2018年3月号（ソフト・オン・デマンド） - 表紙

## 出演

### テレビ
- ビ〜チ9（2018年5月、テレビ埼玉） - マンスリーゲスト
- 田村淳の地上波ではダメ!絶対! #50「春のダメ!絶対!だいうんどうかいSP!」（2018年5月31日、BSスカパー!）

### ウェブテレビ
- DTテレビ #8（2017年12月2日、AbemaTV） - 「DTスナイパー」として出演
- プライム学園高等部 球技大会2018秋（2018年12月20日[7]‐、pafan!）‐白組
- 全裸監督2（2021年6月24日 全話配信、Netflix） - 1話、7話

### 映画
- 尻肉ライダー ぶっかけて青春!（2021年7月16日、オーピー映画）‐ 幸子役[8][9]